# Efecte piezoresistiu
La piezoresistivitat  és la propietat d'alguns materials conductors i semiconductors, la resistència dels quals canvia quan se'ls sotmet a un esforç mecànic (tracció o compressió) que els deformi.
Aquest canvi és degut a la variació de la distància interatòmica (en el cas dels metalls) i a la variació de la concentració de portadors (en el cas dels semiconductors).
La resistència dels materials piezoresistius depèn de la temperatura (especialment en el cas dels semiconductors).